# 部族主義
部族主義（ぶぞくしゅぎ）とは、部族や部族的なライフスタイルによって組織化されている状態、またはそれを支持することを指す。
人類の進化は、主に小さな狩猟採集グループで起こっており、より大きく最近定住した農業社会や文明とは対照的である。否定的な意味合いを持ち、政治的な文脈では、部族主義は内集団への忠誠心に基づいて外集団に対する差別的な行動や態度を意味することもある。

## 定義
「部族」という言葉は、共通の祖先を持つ拡大親族集団または氏族を意味するように定義することもできるし、個人の生存と共通の文化の保存という共通の利益を共有するグループと表現することもできる。「類は友を呼ぶ」ということわざは、ホモフィリーを表している。これは、同じような職業、興味、習慣を持つ人々と友好的なネットワークを形成する人間の傾向を指す。一部の部族は、村や群のように、地理的に近接した地域に位置している。理論的には通信技術によって、人々のグループが部族のようなコミュニティを形成できるようになるが、デジタル部族やソーシャルネットワーキングサイトは、部族のメンバー個人の相互生存と部族自体の生存の両方を本質的に提供するわけではないため、部族とは言えない。
同調の観点から、「部族主義」という言葉は、本来の意味を剥奪され、転用されており、アナロジー、系図、神話の諸様態の優位によって、直接的な血縁を超えて社会的に結びついたコミュニティの「主観性」または「あり方」の社会的枠組みとして定義されてきた。存在論的には、部族主義はアナロジー、系図、神話の価値観を中心に方向付けられている。つまり、伝統的な部族は、これらの部族的指向のいくつかの変形に社会的基盤を置いており、伝統的な慣習(例えば、キリスト教、ユダヤ教、イスラム教などのアブラハムの宗教)や、金銭の交換、モバイル通信、現代教育などの現代的な慣習を取り入れていることが多い。
政治的な意味での部族主義は、ポスト真実の政治に典型的な強力な政治的連帯を指す。

## 社会構造
部族の社会構造は、ケースによって大きく異なる可能性がある。伝統的な部族は比較的小規模であるため、通常、個人間の重要な政治的または経済的な区別はほとんどない社会生活となる。その結果、社会的階層は珍しく、個々のメンバー間に深い絆が生まれる。
部族は、自分たちを指すのに自分たちの言語の「人々」という言葉を使うことが多く、他の隣接する部族を指すのに様々な言葉を使って区別する。例えば、「イヌイット」という言葉は「人々」を意味する。

## 種類
部族主義は、ある集団のメンバーを他の集団のメンバーから分離させる強い文化的またはエスニックなアイデンティティの所有を意味する。近接性と血縁関係に基づく強い関係、そして部族の個々のメンバーと部族自体の相互生存に基づく関係により、部族のメンバーは強いアイデンティティの感情を持つ傾向がある。客観的に見て、伝統的な部族社会が形成されるためには、習慣的な組織化、探究、交流が継続的に行われる必要がある。しかし、共通のアイデンティティへの強い感情は、人々に部族的なつながりを感じさせる可能性がある。
部族主義のこれら2つの定義、つまり客観的なものと主観的なものという二つの区別は重要である。なぜなら、部族社会は西洋世界の端に追いやられてきたが、2つ目の定義による部族主義はほぼ不変だからである。少数の作家は、人間の脳は部族主義に向けてハードワイヤリングされていると仮定しているが、その主張は通常、社会性の本来の問題を部族主義と同一視することと結びついている。

## 概念の進化
部族主義は、人類の進化において非常に適応的な効果を持っている。人間は社会的動物であり、一人で生きるには準備ができていない。部族主義と社会的絆は、個人的な関係が崩れることがあっても、個人を集団に引き留めておくのに役立つ。それにより、個人が迷い出たり、他の集団に加わったりすることを防ぐ。また、部族のメンバーが集団の政治に従うことを拒否した場合、いじめにつながることもある。
一部の学者は、ヒトにおける包括的適応度には、血縁係数(共通の遺伝子の量)に基づいて、共通の遺伝子を持つ拡大家族のグループが、類似の遺伝子を持つ他の人を助ける血縁選択と血縁利他主義が含まれると主張している。他の学者は、擬制的親族関係が人間の組織では一般的であり、フラタニティのようなグループで非血縁メンバーが協力できるようになっていると主張している。
社会的に、集団間の分断は、関連性に基づいて、他者との特殊な相互作用を促進する。利他主義(無関係なメンバーとの肯定的な相互作用)、血縁選択性(関連するメンバーとの肯定的な相互作用)、暴力(否定的な相互作用)である。したがって、強い統一感とアイデンティティを持つ集団は、共有財産や共有資源などの血縁選択行動から利益を得ることができる。外部の部族に対して団結し、その外部の部族に対して暴力的かつ偏見を持って行動する能力は、虐殺的な紛争での生存確率を高めた可能性が高い。
現代の部族ジェノサイドの例は、新石器革命以前に存在した部族の特徴、例えば、小さな人口と近親関係を反映していることはほとんどない。
ロビン・ダンバーによるリヴァプール大学の研究によると、社会集団の規模は霊長類の脳のサイズによって決定される。ダンバーの結論は、ほとんどの人間の脳は、完全に発達した複雑な人間として平均150人しか理解できないというものだった。これはダンバー数として知られている。対照的に、人類学者のH・ラッセル・バーナードとピーター・キルワースは、アメリカで様々なフィールド研究を行い、ダンバーの推定値のほぼ2倍にあたる平均290のつながりを推定した。バーナード-キルワースの中央値は分布の上方への広がりのため231と低くなっているが、それでもダンバーの推定値よりかなり大きい。
マルコム・グラッドウェルは、著書『ティッピング・ポイント』で、この結論を社会学的に発展させた。そこでは、彼のタイプの1つであるコネクターのメンバーが、平均より多い親密な友情の数とそれを維持する能力によって成功しており、そのつながりが、それ以外では結びつかない社会集団をつなぎ合わせている。そうした研究によれば、多くの人間の脳は大規模な集団と協調するように適応していないため、「部族主義」は人間の神経学から逃れられない事実なのだ。ひとたび人間の脳の限界に達すると、人間の脳は階層的なスキーム、ステレオタイプ、その他の単純化されたモデルのいくつかの組み合わせに頼って、多くの人々を理解しようとする。

## 負の結果
人類学者は、部族間の戦争現象について継続的に議論を行っている。園芸部族の間では戦闘が典型的かつ確実に起こっているが、そうした戦争が狩猟採集生活の典型的な特徴なのか、それとも資源が乏しい場合(イヌイットやアラブ人のように)や食料生産社会でのみ見られる異常なのかは、未解決の問題として残っている。

## 種類
部族は、園芸や採集などの生業の形態を使用しており、これは農業ほどの絶対的なカロリーを得ることができない。そのため、特に農業人口と比較した場合、部族の人口は大幅に制限される。ジェシー・マティスは『文明以前の戦争』の中で、部族間の戦闘における死傷者の割合が低い例が存在すると書いており、部族間の戦闘の中には、例えばゲティスバーグの戦いよりも人口に対する死傷者の割合が高いものもあった。彼は、原始的な戦闘が文明的な戦闘に比べて比例的に致死性が低いことを一貫して示す証拠はないと結論付けている。
現実的集団葛藤理論は、現実のまたは知覚されたゼロサムシステムにおいて、有限な資源をめぐる共有された利害から集団間の葛藤が生じると主張する理論モデルである。1954年のロバーズ・ケーブ実験では、研究者が12歳の少年をグループに分け、そこで彼らは独自の内集団を形成した。その後、ゼロサムゲームにおける有限な資源をめぐるシミュレーションされた葛藤の中で、もう一方のグループに対する敵意と否定的な感情を発展させた。

## 批判
エイダン・サウソールなど様々な著者が、部族の概念を植民地主義のイデオロギーの道具として攻撃し、現代の部族主義をアフリカにおける植民地支配の産物だと指摘している。アフリカ政策情報センターは、この用語、特に部族主義を、民族間の争いを表す言葉として、アフリカを原始的で領土的な人々の土地だとする否定的なアフリカのステレオタイプを喚起するものだと説明している。
2021年4月にハーバード大学医学部のザヒール・カンジーとレスリー・バイレロによってジャーナル・オブ・ホスピタル・メディシンに掲載された論文「部族主義: 善、悪、そして未来」は、部族と部族主義という用語の使用に対する読者の抗議により撤回された。その後、この記事は「指導力とプロフェッショナルな発展: 医学における専門のサイロ」というタイトルで、編集長からの謝罪とともに再掲載された。この改訂版では、部族という用語をグループや医療専門分野に、部族主義をサイロ化や派閥的に置き換えていた。